# اچ‌دی ۳۳۲۸۳
اچ‌دی ۳۳۲۸۳ یک ستاره است که در صورت فلکی خرگوش قرار دارد.